# W pyle gwiazd
W pyle gwiazd (niem. Im Staub der Sterne) – film fabularny science-fiction z 1976 roku, wyprodukowany w Niemieckiej Republice Demokratycznej. Zdjęcia kręcono w Rumunii (okręg Buzău).

## Opis fabuły
Grupa kosmonautów ląduje na planecie "Tem 4", skąd 6 lat wcześniej odebrano radiowy sygnał SOS. Mieszkańcy zaprzeczają jakoby sygnał został przez nich wysłany, zapraszają jednak załogę na powitalną ucztę. W jej trakcie kosmonauci zostają odurzeni narkotykami i poddani praniu mózgu. Okazuje się, że bogactwo i przepych władców planety, opiera się na wyzysku klasy niewolniczej, która w podziemiach wydobywa cenne kruszce.

## Obsada
- Zephi Alsec
- Violeta Andrei jako Rali
- Milan Beli jako Rink
- Jana Brejchová jako Akala
- Aurelia Dumitrescu jako Chita
- Regine Heintze jako My
- Mihai Mereuta jako Kte
- Stefan Mihailescu-Braila jako Xik
- Leon Niemczyk jako Thob
- Silvia Popovici jako Illic
- Ekkehard Schall
- Alfred Struwe jako Suko, nawigator